# Cambourne
| \| Cambourne \| |
| Cambourne       |

| Cambourne |

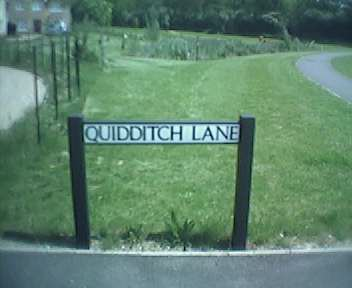
Straße in Lower Cambourne

Cambourne ist eine seit 1998 planmäßig angelegte Ortschaft in Cambridgeshire, Großbritannien. Die Ortschaft ist eine unter mehreren neuen Siedlungen im Südosten von England, die angelegt werden, um mit dem Bevölkerungswachstum Schritt zu halten.
Cambourne liegt 14 Kilometer östlich von Cambridge, befindet sich auf einer ehemals landwirtschaftlich genutzten Fläche und gliedert sich in die drei Ortsteile Great Cambourne, Lower Cambourne und Upper Cambourne. Die Ortschaft sollte nach 2010 ca. 10.000 Einwohner umfassen.

## Geschichte
Pläne für eine neue Ortschaft im Umfeld des Technologiestandortes Cambridge existierten schon seit den 1980er Jahren. Der Entwurf und der Designplan für Cambourne entstammt Terry Farrell und Partnern und lehnt sich an Prinzipien einer britischen Gartenstadt an. Der Name Cambourne ist ein Kunstwort aus Cambridge, der nächsten Stadt, und Bourn, der nächsten Ortschaft.
Die Baugenehmigung für die Siedlung wurde im November 1996 erteilt und der Baubeginn erfolgte im Juni 1998. Der Bau von bis zu 3300 Häusern, davon 30 Prozent Sozialwohnungen, erfolgte bis 2012 und im Dezember 2010 wurde eine Option für weitere 950 Wohneinheiten genehmigt.
Alle Wohneinheiten wurden von den drei Bauträgern Bovis Homes, Bryant Homes und George Wimpey errichtet. Im Gegenzug finanzierten die Bauträger Infrastrukturmaßnahmen im Umfang von 32 Millionen Pfund.
Etwas verzögert nach der Wohnbebauung wurden ein Pub (The Monkfield Arms), eine ärztliche Gemeinschaftspraxis, ein Morrisons Supermarkt, ein Hotel, zwei Grundschulen (Monkfield Park Primary School und The Vine Inter-Church Primary School) sowie Kleingärten durch die Bauträger errichtet. Eine Polizeiwache steht zur Verfügung; der Bau einer Feuerwache begann im November 2010 und wurde im Juni 2011 beendet. Die Feuerwache wird personell und materiell von der Feuerwache Cambridge mit betreut.

## Demographie
Die Bewohner von Cambourne sind deutlich jünger als die Bewohner umgebender Orte. 30 % der Einwohner von Cambourne
sind Kinder (bis 16) verglichen mit 22 Prozent im Gebiet South Cambridgeshire. 42 % der Bewohner sind 30 bis 44 Jahre alt verglichen mit 23 Prozent in South Cambridgeshire.
2008/2009 hatte die Siedlung eine Rate von 24,1 Geburten auf 1.000 Frauen (verglichen mit dem britischen Durchschnitt von 12,1 auf 1000 Frauen).

## Rezeption
Cambourne ist nur eine von vielen geplanten Siedlungen. Entsprechend wurde versucht, aus dem Beispiel Cambourne zu lernen.
Der Entwurf von Cambourne beinhaltete Ziele aus den Bereichen Ökologie, Verkehr und Energieeffizien sowie dörflicher Charakter und Dorfgemeinschaft. Eine Umfrage von Stephen Platt bei projektbeteiligten Institutionen (Stakeholdern) versuchte in Erfahrung zu bringen, in welchem Maße diese Ziele erreicht wurden. Das ökologische Ziel, einer Ausweitung des Schutzes des Lebensraumes von Tieren und Pflanzen ist gelungen, während das verkehrspolitische Ziel, einer guten ÖPNV-Anbindung sowie einer Infrastruktur der kurzen Wege mit attraktiven Fuß- und Radwegen sich nur teilweise erfüllt hat. Bewohner von Cambourne sind im Durchschnitt stärker auf das Auto angewiesen als die Bewohner anderer Ortschaften. Das Ziel einer ressourcensparenden Bauweise (Energieeffizienz, Regenwassernutzung, Recycling) wurde überwiegend nicht erfüllt. Der dörfliche Character der Ortsteile aufgrund von Grün- und Freiflächen sowie der Einbindung in Ackerland wird von den Projektbeteiligten überwiegend als gelungen betrachtet, während die Ausbildung einer Dorfgemeinschaft (noch) nicht gelungen ist.
Eine Umfrage unter den Bewohnern im Jahr 2006 ergab, dass fehlende Infrastruktur sowie Jugendkriminalität die größten Probleme waren, während die Ruhe und die umgebende Natur sehr positiv bewertet wurden.